# Tilia henryana
Tilia henryana, el tilo de Henry, es una especie arbórea de la familia de malváceas.

## Descripción
Esta especie produce pequeños árboles de 10 a 15 m de altura. Es originaria del centro de China. Presenta hojas a las nervaduras marcadas y al ribete ciliado. Hoja es caduca, simple, condiforme y largamente dentado.
La florescencia da flores blanca crema y perfumadas en junio-julio. El fruto es el samare. 
Le gustan todos los suelos profundos y frescos. Y toda exposición.
Es una especie rústica bajo clima templado y que da una florescencia abundante que la hace una especie melífera notable.

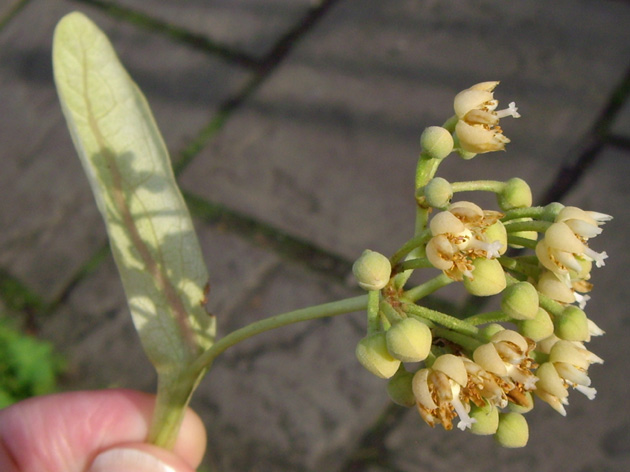
Flores de Tilia henryana

## Taxonomía
Tilia henryana fue descrita por Ignaz von Szyszylowicz y publicado en Hooker's Icones Plantarum 20(3):, pl. 1927. 1891.
Etimología
Tilia: nombre genérico que deriva de las palabras griegas: ptilon (= ala), por la característica de las brácteas que facilita la propagación de la fruta por el viento.
henryana: epíteto
Sinonimia
- Tilia henryana var. henryana	[2]